# Курек, Ялю
Я́лю Ку́рек, псевдонимы — Ян Ско́врон, Мафа́рка, настоящее имя — Франци́шек Курек (пол. Jalu Kurek, Mafarka, Jan Skowron, Franciszek Kurek, 27.02.1904 г., Краков, Австро-Венгрия — 10.11.1983 г., Рабка-Здруй, Польша) — польский писатель, поэт, представитель литературного движения «Краковский авангард». Лауреат премии «Награда молодых» Польской академии литературы.

## Биография
Францишек Курек родился 27 февраля 1904 года в Кракове. Закончил I Лицей имени Бартоломея Новодворского в Кракове и отделение польской филологии и романистики философского факультета Ягеллонского университета, продолжив обучение в Неаполе.
Долгие годы работал журналистом и редактором. С 1931 по 1933 год был редактором журнала «Линия», который был печатным органом литературной группы «Краковский авангард».
Был женат на польской писательнице Ганне Аблевич-Курек.
Умер 10 ноября 1983 года в городе Рабка-Здруй.

## Творчество
Самыми значимыми сочинениями Ялю Курека были повести «Grypa szaleje w Naprawie» (1934) и «Woda wyżej» (1935). За повесть «Grypa szaleje w Naprawie» Ялю Курек получил премию «Награда молодых» Польской академии литературы. Является автором многочисленных поэм, повестей, рассказов и новелл. Занимался переводами итальянской поэзии: перевёл на польский язык «Сонеты Лауре» Франческо Петрарки и сочинения итальянских футуристов.